# فیروز عدل
فیروز عدل سیاست‌مدار ایرانی بود، که در   دوره بیست و یکم  بعنوان نماینده مشگین‌شهر و دوره بیست و دوم و بیست و سوم بعنوان نماینده اردبیل در مجلس شورای ملی حضور داشت.